# Frederick Henry (Radsportler)
Frederick „Fred“ Charles Henry (* 14. Dezember 1929 in Toronto; † 16. Oktober 2013 in Decatur, Vereinigte Staaten) war ein kanadischer Radrennfahrer.

## Sportliche Laufbahn
Henry war im Bahnradsport aktiv und Teilnehmer der Olympischen Sommerspiele 1952 in Helsinki. Im 1000-Meter-Zeitfahren wurde er beim Sieg von Russell Mockridge auf dem 22. Rang klassiert. Über weitere sportliche Erfolge ist nichts bekannt.

## Familiäres
Henry war Handwerker und leitete seine eigene Firma, die später von seinen Kindern weitergeführt wurde.